# 699
El 699 (DCXIX) fou un any comú començat en dimecres del calendari julià.

## Esdeveniments
- Tropes omeies envaeixen Armènia i sotmeten Simbaci VI Bagratuní i altres prínceps en resposta a les incursions romanes d'Orient a Síria.[1]

## Naixements
- Dagobert III, rei merovingi.
- Abu Hanifah, teòleg i jurista musulmà.